# Fiat A.50
Il Fiat A.50 era un motore aeronautico radiale 7 cilindri raffreddato ad aria, prodotto dall'azienda aeronautica italiana Fiat Aviazione negli anni trenta.
Sviluppato per dotare la gamma di propulsori dell'azienda torinese di un motore adatto ad equipaggiare velivoli leggeri, il prototipo girò al banco per la prima volta nel 1928 ed era accreditato, nella versione standard di serie, di una potenza nominale pari a 100 CV (73,5 kW).

## Versioni
A.50
versione da turismo caratterizzata da un rapporto di compressione pari a 5,0:1 e potenza massima in aria tipo 100 CV a 1 800 giri/min.
A.50S
versione destinata a velivoli sportivi caratterizzata da un rapporto di compressione pari a 5,5:1 e potenza massima in aria di 105 CV a 2 000 giri/min.
A.50R
versione dotata di riduttore.

## Velivoli utilizzatori
Italia
- CANT 26
- CANSA C.5
- Caproni Ca.100
- Fiat-Ansaldo A.S.1
- Fiat-Ansaldo A.S.2
- IMAM Ro.5
- SAI Ambrosini 3
- SAI Ambrosini 10
- D'AT3